# Suffer Well
«Suffer Well» és el quaranta-tresè senzill de la banda britànica Depeche Mode i segon del disc Playing The Angel. Fou el primer senzill de la banda amb lletres escrites pel cantant Dave Gahan, i també el primer no escrit per Martin Gore des de «Just Can't Get Enough» (1981), composta per Vince Clarke. Fou publicat només a Europa.

## Informació
En tractar-se d'un tema compost per Gahan, fuig de la tendència normal de la banda, ja que és una espècie de rítmic rock electrònic, i només la guitarra prosaica interpretada per Gore li proporciona la tonalitat típica. La musicalització és estrafolària i rebuscada com les altres aportacions de la tríada Gahan, Christian Eigner i Andrew Phillpott, encara que rítmica i en general poc electrònica excepte l'inici i la coda, realitzats amb efectes de sintetitzador. La lletra tracta l'autodestrucció sortint endavant per superar els problemes, tema biogràfic del cantant que va aprendre a compondre a partir de les pròpies experiències. La melodia executada amb guitarra per Gore fou obtinguda de la cançó «But Not Tonight» (1986), que ja havien utilitzat per «Dream On» (2001).
El senzill era un cara-B, que va ser la cançó «Better Days». La cançó es va mantenir en a l'espècie rock industrial i dance rock.
El videoclip fou filmat a Califòrnia a la fi de 2005 sota la direcció d'Anton Corbijn, que no treballava amb la banda des de 1997 amb «Useless». Entre els actors que hi apareixen hi ha la muller de Gahan, Jennifer, i també el mànager de la banda, Jonathan Kessler. Poc després fou inclòs en la compilació The Best of Depeche Mode Volume 1, en la seva edició en DVD.
Aquest tema fou nominat en la categoria de millor gravació dance en els premis Grammy de 2007, però fou superat per «SexyBack» per Justin Timberlake. Va arribar al número 1 de la llista estatunidenca de música dance (Hot Dance Music/Club Play) i al 12è lloc en la llista britànica de senzills.
La cançó fou interpretada només en la gira de concerts Touring the Angel, on s'alternava amb el vell èxit «Stripped». La seva interpretació era gairebé idèntica a la de l'àlbum.
El desembre de 2005, Gahan va gravar una pista de veu especial amb la lletra modificada utilitzant l'idioma "Simlish" (llengua utilitzada en el videojoc The Sims 2) que posteriorment fou inclosa en el videojoc The Sims 2: Open for Business d'EA Games com una de les noves cançons.

## Llista de cançons
7": Mute/Bong37 (Regne Unit)
1. "Suffer Well" (Metope Vocal Remix) − 6:28
2. "The Darkest Star" (Monolake Remix) − 5:54

12": Mute/12Bong37 (Regne Unit)
1. "Suffer Well" (Tiga Remix) − 6:30
2. "Suffer Well" (Tiga Dub) − 5:29
3. "Suffer Well" (Narcotic Thrust Vocal Dub) − 6:43

12": Mute/L12Bong37 (Regne Unit)
1. "Suffer Well" (Metope Remix) − 6:52
2. "Suffer Well" (Metope Vocal Remix) − 6:28
3. "Suffer Well" (M83 Remix) − 4:34
4. "Better Days" (Basteroid 'Dance Is Gone' Vocal Mix) − 7:11

12": Mute/XL12Bong37 (Regne Unit)
1. "The Darkest Star" (Holden Remix) − 7:47
2. "The Darkest Star" (Holden Dub) − 7:56

CD: Mute/CDBong37 (Regne Unit)
1. "Suffer Well" − 3:20
2. "Better Days" − 2:28

CD: Mute/LCDBong37 (Regne Unit)
1. "Suffer Well" (Tiga Remix) − 6:30
2. "Suffer Well" (Narcotic Thrust Vocal Dub) − 6:44
3. "Suffer Well" (Alter Ego Vocal Dub) − 6:14
4. "Suffer Well" (M83 Remix) − 4:34
5. "Suffer Well" (Metope Vocal Remix) − 6:28
6. "Suffer Well" (Metope Remix) − 6:52

DVD: Mute/DVDBong37 (Regne Unit)
1. "Suffer Well" (Videoclip) − 3:50
2. "Suffer Well" (Alter Ego Dub) − 8:49
3. "Better Days" (Basteroid 'Dance Is Gone' Vocal Mix) − 7:11

Digital: Sire/Reprise/Mute (Estats Units)
1. "Suffer Well" (Tiga Remix) − 6:30
2. "Suffer Well" (Narcotic Thrust Vocal Dub) − 6:43
3. "Suffer Well" (Alter Ego Remix) − 6:09
4. "Suffer Well" (M83 Remix) − 4:34
5. "Suffer Well" (Metope Vocal Remix) − 6:28
6. "Suffer Well" (Metope Remix) − 6:52

Digital: Sire/Reprise/Mute (Estats Units)
1. "Suffer Well" (Tiga Remix Edit) − 6:53
2. "Suffer Well" (Narcotic Thrust Vocal Dub Edit) − 4:46
3. "Suffer Well" (Alter Ego Remix Edit) − 4:35
4. "Suffer Well" (M83 Remix) − 4:34
5. "Suffer Well" (Metope Vocal Remix Edit) − 4:23
6. "Suffer Well" (Metope Remix Edit) − 4:30

- «Suffer Well» és composta per Dave Gahan/Andrew Phillpott/Christian Eigner.
- «Better Days» i «The Darkest Star» són compostes per Martin Gore.